# Kruis van de Landmacht (Venezuela)

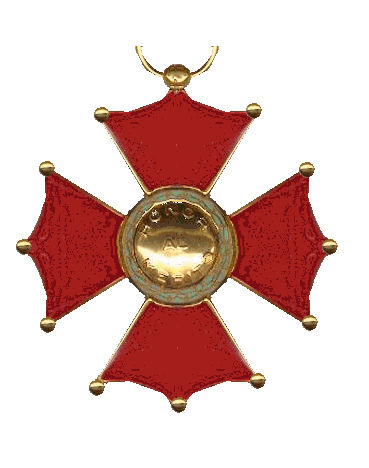
Ie Klasse van het Kruis van de Landmacht

Het Kruis van de Landmacht (Spaans: "La Cruz de las Fuerzas Terrestres Venezolanas") is een Venezolaanse onderscheiding die in 1952 werd ingesteld om voortreffelijke prestaties als militair te belonen.
Het kruis, een "Rupertkruis", is rood geëmailleerd en heeft 12 punten die alle met een gouden bal zijn versierd.
Op de voorzijde is in het centrale medaillon de tekst "HONOR AL MÉRITO" binnen een lauwerkrans afgebeeld. Op de keerzijde staat "CRUZ DEL EJÉRCITO VENEZOLANO".
De decoratie wordt in artikel 332 van de Organieke Wet op de Strijdkrachten beschreven.
De decoratie wordt in drie klassen toegekend.
- Ie Klasse, een rood geëmailleerd gouden kruis aan een geel lint met rode bies. Het kruis wordt om de hals gedragen.
- IIe Klasse
- IIIe Klasse, een groen geëmailleerd kruis aan een groen lint met een witte middenstreep dat op de linkerborst wordt gedragen.

Oudere kruisen zijn op de keerzijde gestempeld door de nu verdwenen juwelier Meyer. Het stempel draagt de tekst "N. S. MEYER INC. NEW YORK"